# Theodore Motzkin
Théodore Samuel Motzkin est un mathématicien né le 26 mars 1908 à Berlin et mort le 15 décembre 1970 à Los Angeles. Il est le fils du leader sioniste Leo Motzkin.

## Biographie
Il fait ses études universitaires à Berlin jusqu'à sa thèse sur les structures algébriques. À cette occasion, il rencontre à Bâle Alexander Ostrowski, avec lequel il travaille quelques années. D'abord enseignant à l'université de Jérusalem, il émigre aux États-Unis et enseigne à l'université de Californie. John Selfridge a fait partie de ses étudiants de thèse.
Pionnier dans le travail sur les inégalités en algèbre linéaire et sur la convexité, il est à l'origine des polynômes de Motzkin, des nombres de Motzkin et de plusieurs théorèmes : théorème de Motzkin sur les fermés convexes, théorème de Motzkin sur les inéquations linéaires et élimination de Fourier-Motzkin.
Il a également travaillé sur les graphes polyédriques et est à l'origine de la notion d'endovecteurs.
Il a produit un critère d'euclidianité et fourni à cette occasion le premier exemple d'anneau principal non euclidien : ℤ[(1 + i√19)/2].